# Lázaro Cárdenas (Michoacán)

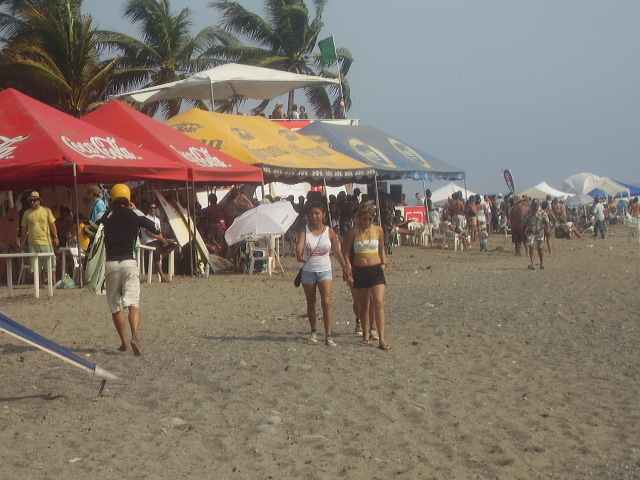
Playas de Lázaro Cárdenas.

Lázaro Cárdenas, de manera abreviada L.C., es una ciudad mexicana, cabecera del municipio homónimo, en el estado de Michoacán. Se ubica al sur del estado, justo en la frontera con el estado de Guerrero, que está delimitada por el río Balsas. Según el más reciente Conteo de Población y Vivienda, realizado en 2020 por el INEGI, Lázaro Cárdenas contaba en ese año con una población de 83 637 habitantes.

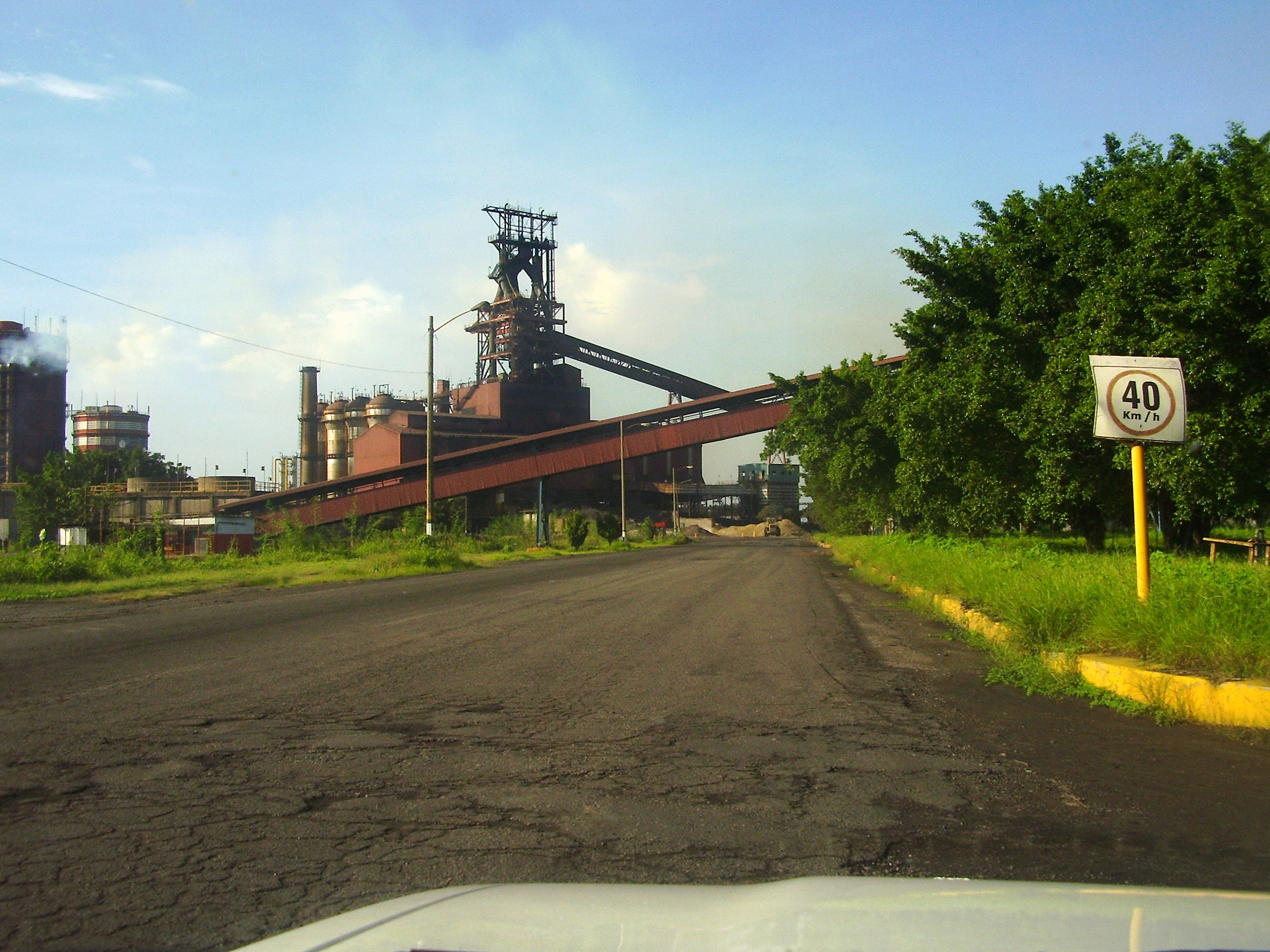
Siderúrgica SICARTSA.

Cabe mencionar que la ciudad de Lázaro Cárdenas está totalmente conurbada con Las Guacamayas y La Orilla (ambas en el mismo municipio), por lo que es la cuarta área urbana de Michoacán con una población de 196 003 esto sin tener en cuenta áreas metropolitanas. La ciudad toma su nombre del ilustre general Lázaro Cárdenas del Río, quien fue presidente de México del 30 de noviembre del año 1934 al 1 de diciembre del año 1940.
Lázaro Cárdenas es punta de lanza del gran proyecto industrializador de la costa michoacana denominado, en su conjunto, «Cuarto Polo de Desarrollo», el cual empezó a cristalizarse a partir de la década de los años 70. Dicho proyecto fundamentó su viabilidad en los yacimientos ferríferos de Las Truchas.

## Toponimia
La ciudad Lázaro Cárdenas ha sido conocida con diferentes nombres al pasar de los años. En el período de la colonia a la región ocupada por lo que hoy es Lázaro Cárdenas le llamaban «Hueytlaco», que significa ‘en el llano’ o ‘el lugar grande’, razón por la cual se cree que ese es el origen del nombre que tomaría posteriormente la ciudad: «Los Llanitos», formando parte del municipio de Arteaga. En 1932 se le otorgó la categoría de tenencia, con el nombre de «Melchor Ocampo». 
El 12 de abril del año 1947, siendo gobernador del estado José María Mendoza Pardo, el Congreso de Michoacán decretó la creación del municipio de «Melchor Ocampo del Balsas». Tiempo después, tras la muerte del general Lázaro Cárdenas del Río, ocurrida el 19 de octubre de 1970, el Congreso de Michoacán decretó que, a partir del 17 de noviembre de 1970, el municipio y la localidad de Melchor Ocampo se llamarían Lázaro Cárdenas, dado que ya existía un municipio con el nombre de Ocampo en honor al ilustre héroe de la Reforma.[cita requerida]

## Historia

### Los españoles llegan a Hueytlaco

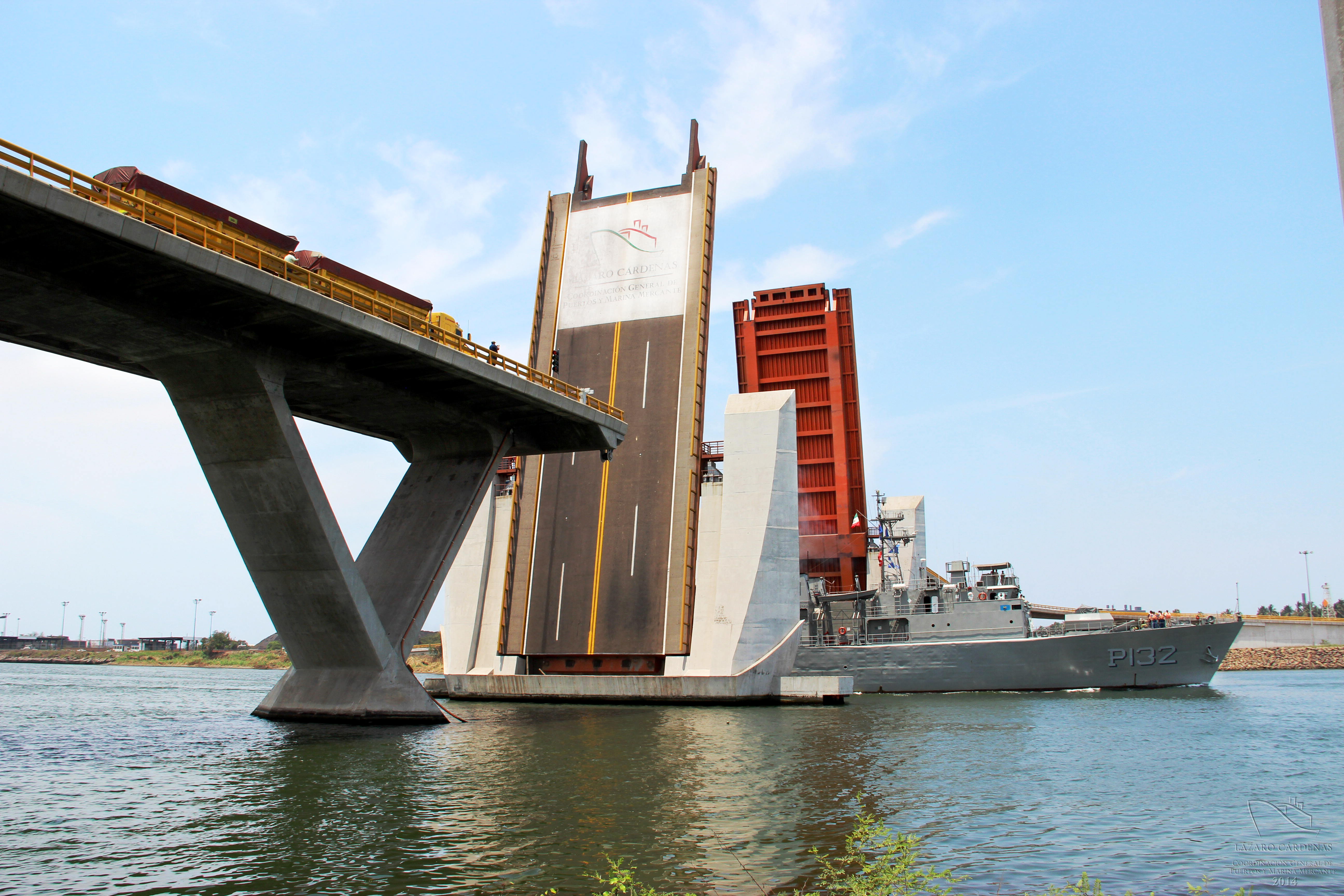
Puente Albatros

Alrededor del año 1446, la provincia de Zacatula (que comprendía desde Petatlán hasta Colima), por ser una zona rica en minerales y producción agrícola, representó en la época prehispánica, un punto de disputa entre los imperios purépecha y mexica, sin que se definiera un grupo dominante. Sin embargo, años después, tras la llegada de los españoles, esta región se convirtió en un territorio codiciado por ellos, ya que al enterarse de la riqueza de estas tierras, Hernán Cortés envió un pequeño grupo de hombres encabezado por Gonzalo de Umbría a investigar las minas de oro del señorío de Zacatula (llamada en esa época Zacatotlán), el cual llevó a su regreso, además de oro, a dos «principales» a ofrecerse como «servidores de su Majestad».
Más adelante, Cortés ordenó al Capitán Juan Álvarez Chico ir a Zacatula recorriendo Tecoantepec, y en la ruta ir plantando algunas cruces en señal de que la Corona española había tomado posesión del litoral. Posteriormente, en 1523, Juan Rodríguez de Villafuerte y Ximón Cuenca, fundaron la «Villa de Concepción de Zacatula», y fue ahí mismo en la «Barra de Zacatula», donde por órdenes de Hernán Cortés, se construyó el primer astillero que hubo en tierras mexicanas. Así, esta zona se convirtió en un centro de importancia comercial y marítima, ya que gracias a su ubicación los españoles lo construyeron con la finalidad de seguir explorando el llamado «Mar del Sur», casi desconocido para ellos, y, por otro lado, lo utilizaron como punto de salida en sus expediciones a lo largo de todo la costa, en su afán de explorar el norte y el sur del continente. 
Al establecerse los españoles en México, instauraron el sistema de encomiendas con el objetivo de adoctrinar a los indígenas, despojarlos de sus tierras y utilizarlos como mano de obra. Conjuntamente llegaron los misioneros agustinos encabezados por fray Juan Bautista Moya fundando doctrinas en Ajuchitlán, Coyuca, Pungarabato y otros lugares de menor importancia; avanzando luego hasta Coahuayutla, Petatlán, Técpan y Acapulco. Detrás de ellos habían dejado una cadena de misiones que iniciaban en Tiripetío y que continuaban por Tacámbaro, Ario, La Huacana hasta el Balsas.
En 1533, la Corona española estableció los Corregimientos y Alcaldías Mayores. Estas últimas ejercían vigilancia sobre los encomenderos, y la que controlaba la región, tenía su sede en Zacatula. La explotación desmedida de los recursos de la región, riqueza que en su mayoría, era enviada a España, trajo como consecuencia la casi total desaparición de zonas auríferas en estas tierras. Los encomenderos, debido a las enfermedades, pestes de procedencia europea y al trabajo esclavizante a que sometían a los indígenas, vieron al poco tiempo disminuida la raza que habitaba estos lugares, siendo reemplazados por nativos de África, cuyo comercio estaba autorizado por los monarcas españoles, y les reportaba además grandes dividendos a ellos y a sus favoritos. 
Es a partir del año 1567 que se le empezó a conocer como «La Orilla», a la parte de la desembocadura del Río Balsas sobre el Océano Pacífico. La región permaneció sin movimiento hasta que en 1797, Manuel Antonio Otero, un minero de Guanajuato, adquirió la hacienda de La Orilla, que abarcaba los pueblos de Acalpicán, Piche, San Blas, Marmolejo, El Capire y La Orilla, con una extensión total de 14 000 ha. A finales del siglo XIX, la Hacienda constituía un latifundio de 93 000 ha, siendo propietario Agustín Luna.

### Mediados delsigloXIXy principios delsigloXX
Durante el siglo XIX, en 1855, la región de La Orilla, Acalpicán, Los Coyotes, Los Amates y El Naranjito, pasaron a la jurisdicción de la Unión Guerrero. Michoacán lo reclamó y se inició un conflicto por las tierras, hasta que en 1901, el presidente Porfirio Díaz resolvió que el río Balsas es la división entre Michoacán y Guerrero, luego de que Michoacán reivindicara para sí, como territorio propio, el latifundio de la Orilla.
En 1906 Salvador Luna vendió La Hacienda de la Orilla, la cual fue adquirida por una empresa denominada «Compañía de La Orilla» con el propósito de explotar la minería de Las Truchas y así mismo dedicarse a la crianza de animales y la siembra a gran escala de cítricos, algodón, ajonjolí y tabaco, ocupando en los campos a peones que pronto empezaron a llegar, especialmente de la costa de Guerrero. Debido al comienzo de la Revolución Mexicana, a finales de 1910 y principios de 1911, las fuerzas revolucionarias suspendieron las actividades en la hacienda.

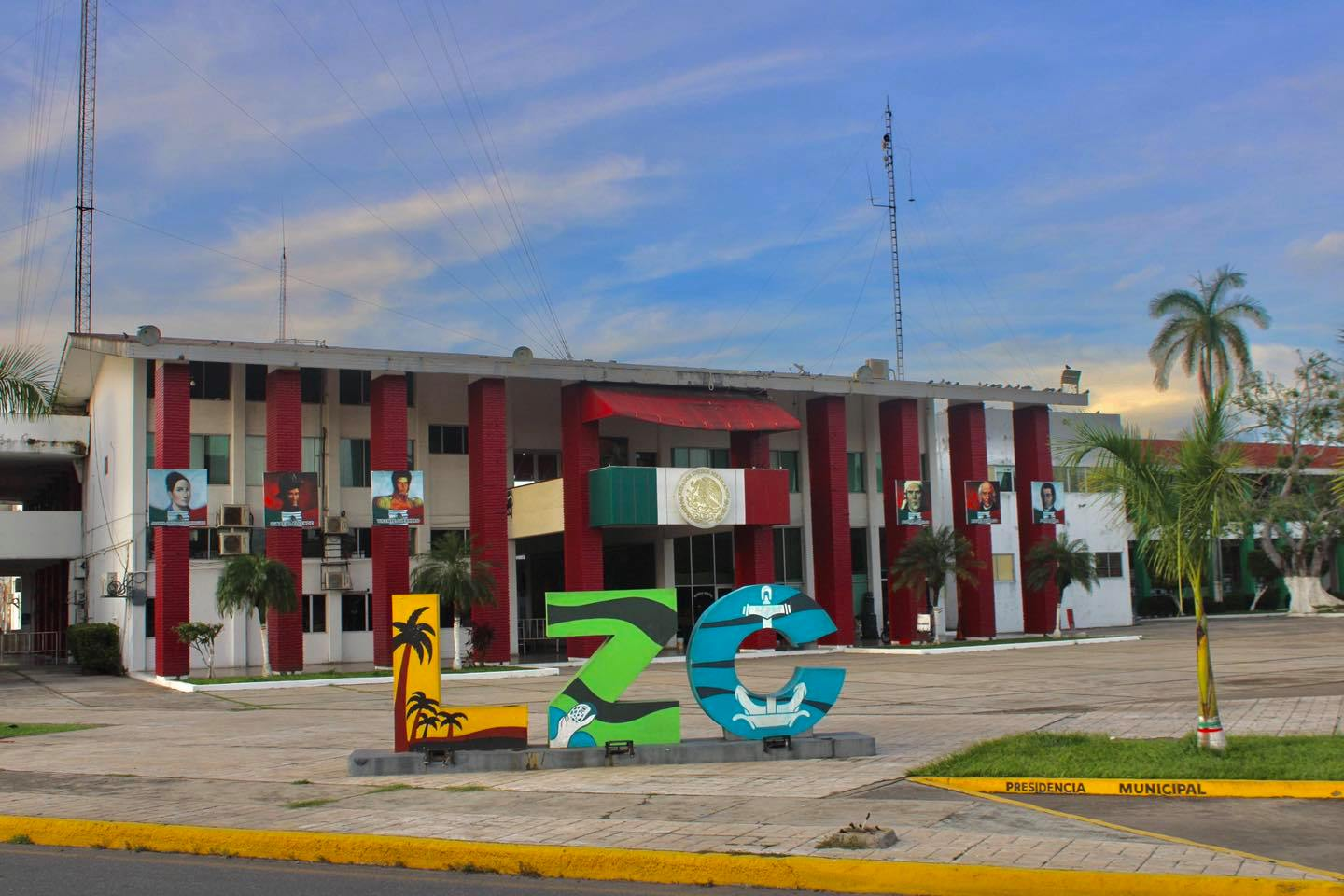
Palacio Municipal de Lázaro Cárdenas

En 1907, otra compañía llamada «Minas y Fierros del Pacífico», obtuvo la concesión para explotar los yacimientos de Las Truchas. Posteriormente, el presidente Venustiano Carranza decidió revocarle los derechos de explotación por incumplimiento de obligaciones fiscales.

### Cardenismo
En el período comprendido de 1928 a 1932, el gobernador del estado Lázaro Cárdenas del Río emprendió una serie de recorridos por la región de La Orilla para pacificar esta comarca y dar facilidades a la población. Fue en 1936 que se dieron los primeros remates fiscales a pobladores de la zona y a vecinos de Arteaga, siendo hasta 1939 el mismo Cárdenas, ya como presidente de la República, quien firmó las primeras resoluciones presidenciales que afectaron terrenos del latifundio de La Orilla, dotando de ejidos a los núcleos de población formados en la región. En noviembre de 1937, un representante de la «Cía. La Orilla, S. A.», vendió lo que quedaba de la Hacienda (algunas porciones habían sido rematadas, embargadas, vendidas o expropiadas), a Avelino del Río, por mandato del entonces presidente de la República Lázaro Cárdenas.
En ese mismo año, el propio Cárdenas encomendó la construcción de la carretera a Avelino de Río. Los trabajos de construcción duraron 4 años, al término de los cuales, se puso en servicio una extensión de 150 km de carretera, que une aún actualmente a la región de la Costa con la carretera de Uruapan, Apatzingán, pasando por Arteaga. Con este apoyo y con camiones de carga, el gobierno estatal, incrementó el programa de obra pública para la región.

### Proyecto industrializador de la costa michoacana
En 1926 se llevó a cabo uno de los estudios más antiguos de que se tiene conocimiento y que dan pie a la posible idea de establecer un puerto en la región del Balsas. Dicho estudio fue un levantamiento hidrográfico de la zona costera frente a los estados de Guerrero y Michoacán, incluyendo por supuesto la parte frente a la desembocadura del río Balsas. El estudio fue levantado únicamente con fines de navegación. La oficina hidrográfica de los Estados Unidos, fue la que llevó a cabo dicho proyecto.
Tiempo después, con el objetivo de verificar la existencia de una fosa submarina que aparecía en el levantamiento efectuado por los norteamericanos, el ingeniero Tomás Marín, en 1938, teniendo como base la batimetría de la zona y los fenómenos observados, diseñó y localizó la ubicación de un muelle en «T», en la bahía de Petacalco, para las maniobras de alijo que se venían llevando a cabo por medio de canoas. En esta misma zona, y con la finalidad de localizar un puerto se efectuaron diversas campañas de medidas en diferentes años tales como 1951, 1954 y 1959.
Aunque en Melchor Ocampo existía ya una pista de aterrizaje, fue en 1940, cuando se hizo el primer campo de aviación. A la región llegaban avionetas que transportaban pasaje y mercancías, en una ruta que se originó en Morelia y se extendió a la Unión y Zihuatanejo. 20 años después se establecería el primer vuelo directo a la Ciudad de México.
En 1951, se realizó la primera campaña de medidas que consistió en el levantamiento hidrográfico de una pequeña área frente al estero de calabazas con el propósito de una posible localización del puerto en aquel lugar. Tres años más tarde, en 1954, la Secretaría de Marina inició estudios frente al estero del Pichi, que consistieron en el levantamiento topohidrográfico de la zona, analizando teóricamente el oleaje y llegando posteriormente a la proposición de la disposición de las obras exteriores e interiores del futuro puerto.
Hasta 1958 el gobierno aprovechó los yacimientos ferríferos de Las Truchas confiscados por los gobiernos revolucionarios. La propiedad de estos yacimientos y los de carbón en Coahuila dieron la posibilidad de construir una siderúrgica posiblemente en Guanajuato, Querétaro o Michoacán; sin embargo, tras el estallido de la Segunda Guerra Mundial, el proyecto de Cárdenas, quedó inconcluso, debido a la falta de presupuesto y que gran parte de los posibles clientes y proveedores de maquinaria se encontraban en los países beligerantes ahora cerrados a la inversión.
En 1959, con el auge del desarrollismo, la Secretaría de la Marina complementó los estudios realizados en 1951 y 1954 definiendo la localización aproximada del puerto que coadyuvaría al desarrollo de la zona económica del bajo río Balsas y lugares circuncidantes. Estos estudios abarcaron una amplia zona comprendida entre la desembocadura del río Acalpican y la ensenada de Petacalco, quedando incluido el estero de Pichi y la propia ensenada de Petacalco.
La conclusión del estudio realizado en 1959 fue que la ensenada de Petacalco reunía las mejores condiciones físicas para la instalación de un puerto. Sin embargo, no se contaron con suficientes datos para su proyecto definitivo, por lo que hubo necesidad de llevar a cabo una serie de campañas de medidas a lo largo de varios años, con el objetivo de localizar el sitio más propicio para el puerto y determinar las necesidades de las obras a realizar. Con el fin de recabar dichos datos se programó para efectuarse en años posteriores una serie de campañas de medidas las cuales fueron:
- En 1960. Se llevó a cabo un estudio desde el río Acalpican hasta la fosa marina de Petacalco, efectuándose sondeos frente a El Pichi y en la mencionada fosa.
- En 1961 la empresa alemana Krupp, entregó el proyecto de la siderúrgica solicitados por Comisión del Tepalcatepec, la cual era presidida por el general Cárdenas y en 1962 la Comisión del río Balsas acepta el proyecto, dictándose el decreto que autorizaría la construcción del complejo siderúrgico durante el sexenio de Gustavo Díaz Ordaz, integrándose una Comisión Intersecretarial con el objetivo de realizar los estudios y la organización de dicha empresa.
- 1962. Se realizaron estudios marítimos y terrestres en la bahía de Petacalco, con el objetivo de determinar las condiciones para el establecimiento de un puerto en dicho sitio, habiéndose sondeado desde la Barra de San Francisco (o del Naranjito), hasta Las Peñitas.
- 1963. Se hicieron estudios topográficos en la zona del río con el fin de localizar el canal teórico y estudiar en el terreno la viabilidad de su construcción.

Finalmente se decidió establecer el puerto justamente en el delta del Balsas, al aprovechar el conjunto de sus ventajosas características fisiográficas, la cercanía de los yacimientos ferríferos de Las Truchas y su estratégica ubicación geográfica para el comercio marítimo. Siendo a finales de los 60 cuando se concluyeron los estudios para la construcción del puerto y se puso en marcha con el dragado del canal de acceso.
En 1964 se creó el primer centro de población ajeno a la agricultura, se trata del «Campamento Obrero», ubicado en Las Guacamayas, y poblado por los constructores de la Presa La Villita y el campamento del casco de la Hacienda de La Orilla, donde estaban los técnicos y las oficinas de la Comisión del río Balsas encargados de dicha obra.

## Educación

### La primera escuela primaria de Lázaro Cárdenas
En la época en que el Jefe de Tenencia Aurelio Campos, trazó los predios en lo que ahora es el centro de la ciudad –todos de igual medida- hubo uno que generó la ambición de varios personajes locales, al contar con una noria. Congregados los aspirantes a dicho predio, Campos mintió que el gobernador quería el terreno para un jardín. "¿o qué, vamos a negarle eso al Gobernador?". La maniobra surtió efecto; nadie discutió el asunto y lo que se conoció como el jardín del gobernador, se destinó finalmente para levantar la Escuela Melchor Ocampo, sepultando la fuente e inutilizando la noria. La Melchor Ocampo fue el primer plantel educativo mandado a construido por el gobernador Dámaso Cárdenas en 1945, dicha escuela sigue en activo.
Cabe mencionar que el predio conocido como "el jardín del Gobernador" era propiedad de José Flores conocido como "el Maistro Flores" el cual entabló una conversación directa con el general Lázaro Cárdenas quien lo encomendó a seleccionar un predio para construir una escuela primaria.
Flores optó por salirse de su predio, y donarlo al General Lázaro Cárdenas para que hiciese con él lo que mejor le pareciera. El general Lázaro Cárdenas al ver la acción le regaló la mitad del predio que está justo enfrente de la Melchor Ocampo, una huerta en el ejido de Guacamayas, en lo que ahora llaman Colonia La Principal.

### La primera escuela secundaria de Lázaro Cárdenas
Gracias a que en 1945 se puso en funcionamiento la primera primaria en Melchor Ocampo, los niños de la localidad ya podían contar con educación básica estatal, sin embargo, se enfrentaron a otra limitación, ya que después de terminar sus estudios de primaria los niños tenían dos opciones: irse a trabajar las niñas a casa y los niños a las huertas, o en una segunda opción más afortunada ir a estudiar a Uruapan, Morelia y México. Esta situación cambió en 1966, debido a la iniciativa de algunos profesionistas que trabajaron en la construcción de la Presa José María Morelos se decide la creación de la primera escuela de nivel secundaria en la región y un año más tarde es reconocida oficialmente como “Escuela Secundaria Técnica, Industrial y Comercial No. 103”, actualmente conocida como EST 12.
La Secundaria comenzó a funcionar gracias a la cooperación: el personal que voluntariamente prestaba sus servicios, en mayor parte ingenieros de la Comisión Balsas y algunos profesionistas recién radicados en el lugar, el general Cárdenas prestó la bomba para irrigar la parcela que los mismos alumnos cultivaron, facilitó la asistencia a la escuela de los improvisados y entusiastas maestros, donó bancas, pizarrones y después un local; y cuando en 1967 se autorizó el terreno para su construcción, el personal de la escuela, alumnos y padres de familia asistieron por ratos a faenas de desmonte. Su primera Directora y principal promotora ante la comunidad fue la ingeniera Olimpia Turcot, quien trabajó en la construcción de la Presa La Villita.

### Escuelas de nivel superior
- Universidad Politécnica de Lázaro Cárdenas (UPLC)
- Instituto Tecnológico de Lázaro Cárdenas
- Instituto Michoacano de Ciencias de la Educación
- Universidad de Desarrollo Profesional
- Universidad IDESUM
- Universidad Michoacana de San Nicolás de Hidalgo
- Universidad Vasco de Quiroga
- Universidad Pedagógica Nacional
- Instituto de Estudios Superiores de la Comunicación (IESCAC)
- Centro de Estudios Universitarios Vizcaya de las Américas
- Universidad Latina de América (Próximamente)
- Licenciaturas ICEP
- Universidad Contemporánea de las Américas

## Geografía
Orografía
- Sierra Madre del Sur y planicies costañeras;
- Cerros Situntitlán, La Olla, Santa Bárbara y Verde.

Hidrografía
- Ríos: Balsas, Chuta y Habillal;
- Arroyos: Colomo y Verde;
- Presa José María Morelos.

Clima
- Clima templado con lluvias en verano. Tiene una precipitación pluvial anual de 1.276,8 milímetros y una temperatura media anual de 26 °C y en zonas bajas 28 °C.

Principal ecosistema
- Bosque tropical caduco: papaya, zapote, mango, tepeguaje, congolote, parota y ceiba, palma, coco, anona, coyol, enandi y cuéramo.
- Fauna: armadillo, cacomixtle, zorro, tlacuache, venado, coyote, nutria, ocelote, jabalí, pato, cerceta, faisán y especies marinas.

Recursos naturales
- Yacimientos minerales, principalmente de hierro/fierro.

Características y uso del suelo
- Los suelos datan de los períodos precámbrico, paleozoico, mesozoico y cenozoico; corresponden principalmente a los del tipo lateríticos, café grisáceo y café rojizo.
- Su uso es primordialmente ganadero y forestal; en menor proporción agrícola.

## Demografía
La ciudad y puerto de Lázaro Cárdenas cuenta según datos del XIV Censo de Población y Vivienda del Instituto Nacional de Estadística y Geografía (INEGI) con una población de 83 637 habitantes.

### Población de Ciudad Lázaro Cárdenas 1910-2020
| Gráfica de evolución demográfica de Lázaro Cárdenas entre 1910 y 2020                             |
|                                                                                                   |
| Población de los censos del Instituto Nacional de Estadística y Geografía (INEGI) de 1910 a 2020. |

## Economía

### Minería
Existen yacimientos de minerales metálicos y no metálicos, tales como el fierro, cobre, zinc, cadmio, plomo, plata, oro, tierras fuller, arenas, gravas, calizas, mármol, caolín, sílice y yeso, entre otros. El sector minero tiene un gran potencial en cuanto a la explotación de minerales metálicos como son fierro, cobre y plata, principalmente. Explota en un porcentaje a nivel nacional: Oro (0.02%), plata (0.01%), cobre (0.38%), fierro (22.72%) y plomo, así como la materia prima para los materiales de construcción. 
En la producción de acero destaca «ArcelorMittal Lázaro Cárdenas», la planta siderúrgica más extensa y con mayor producción de Latinoamérica . 

### Industria
En Lázaro Cárdenas se encuentra uno de los complejos portuarios industriales más importantes del país. Su vocación es fundamentalmente industrial y al tiempo de ser un puerto joven, constituye la reserva portuaria estratégica más importante del litoral en el sentido de atender las necesidades de grandes plantas industriales y de la distribución de insumos y productos propios de las industrias siderúrgicas y de fertilizantes. 

### Comercio nacional o internacional
El Puerto de Lázaro Cárdenas es un puerto marítimo joven y dinámico ubicado en la costa del Pacífico Mexicano. En su origen, el Puerto Lázaro Cárdenas surgió como un puerto industrial, pero a medida que el mercado de contenedores comenzó a cobrar importancia, el puerto encontró un nuevo papel, el movimiento de la carga comercial. El área externa influencia del Puerto Lázaro Cárdenas o Foreland, se circunscribe a la Costa Oeste de Norteamérica con Estados Unidos y Canadá; en Centroamérica con Guatemala, El Salvador, Ecuador, Colombia, Panamá; en Sudamérica con Chile, Argentina, Perú; y en la Cuenca del Pacífico Oriental, como Japón, Malasia, Filipinas, Singapur, Taiwán, Corea, Rusia, China, Taiwán, Indonesia, Tailandia, Pakistán, Nueva Zelanda, Sudáfrica, etc. Ocupa un papel protagónico como punto de enlace entre Asia y Norteamérica llegando a los principales centros de consumo, mediante una autopista directa y el corredor multimodal ferroviario Lázaro Cárdenas–Kansas City (operado por Canadian Pacific Kansas City) con 15 terminales intermodales.

## Cultura

### Casa de la Cultura José Vasconcelos
Fundada en noviembre de 1979. Imparten talleres de: Creación Literaria**, Guitarra, Gimnasia, Preballet, Jazz, Danza tahitiana, Ballet clásico, Piano y canto, Marquetería y talla, Pintura, Danza árabe, Danza folclórica, Dibujo artístico, Serigrafía, Exposición Fotográfica InTemporalidades**/ **en coordinación con Sueño Colectivo.

### Centro Cultural ArcelorMittal
Fundado en agosto del 2007. Imparten talleres de: Arte Popular, Tahitiano, Piano, Danza Hindú, Baile de Salón, Artes Plásticas, Dibujo y Pintura, Guitarra, Ajedrez, Capoeira, Ballet, Gimnasia Artística, Desarrollo Motriz, Jazz, entre otros. Cuenta con grupos representativos como: Ensamble de Danza Contemporánea Jazzthilet, Danzas Polinesias y Tuna de Distrito Universitario de Lázaro Cárdenas. Reconocido a nivel municipal por diversas organizaciones de la sociedad civil y empresas, a nivel estatal por la Secretaría de Cultura de Michoacán y a nivel nacional por el Centro Mexicano para la Filantropía CEMEFI como «Mejor práctica de responsabilidad social empresarial en el ámbito de Vinculación con la Comunidad». Certifica a alumnos de Ballet por la Imperial Society of Teachers of Dancing de Londres. Ha sido ganador de estímulos estatales como el PacMyc en 2015. 

### Centro Cultural La Parota
Fundado en 1999. Imparte talleres de: Danza folclórica, Manualidades, Danza tahitiana, Repujado, Artes plásticas, Aerobics, Actividades literarias (en coordinación con Sueño Colectivo), Talleres cortos de artes plásticas, Clínicas de piano.

### Sueño Colectivo
Fundado en 1999. Dedicado a la promoción cultural de y en el municipio de Lázaro Cárdenas, especializado en literatura y fotografía. Imparte talleres de Creación Literaria y promueve la Exposición Fotográfica Intemporalidades.

### Religión
La mayoría de la población pertenece a la religión católica y la ciudad es sede de la diócesis de Lázaro Cárdenas, pero existen agrupaciones protestantes como la Iglesia de Jesucristo de los Santos de los últimos días, evangélicos, testigos de Jehová, etc.

## Comunicaciones

### Terrestres
Tiene comunicación por carretera pavimentada a Morelia en sus tramos Morelia-Uruapan, Uruapan-Playa Azul, entroncando en La Mira con La Mira-Lázaro Cárdenas y la carretera costera lo comunica con Colima y Guerrero. Tiene un bulevar playero pavimentado, de Playa Azul a Playa Eréndira, a 5 kilómetros de la zona urbana, con una extensión de 14 kilómetros. Cuenta con caminos de terracería a casi todas las comunidades rurales. Dispone de servicio de ferrocarril de carga que corre de Lázaro Cárdenas hasta Kansas City, EE. UU. Tiene aeropuerto en la cabecera municipal y pistas de aterrizaje en algunas localidades. Lázaro Cárdenas cuenta con servicio de transporte colectivo en diferentes rutas que permiten la comunicación con varias colonias, tenencias, e incluso con comunidades de Guerrero. También cuenta con varias líneas de transporte foráneo y varias terminales.

### Aéreas
Lázaro Cárdenas cuenta con el Aeropuerto Nacional de Ciudad Lázaro Cárdenas, ubicado en la tenencia de Las Guacamayas, posee una pista de aterrizaje de 2100 m, en la que opera la aerolínea Aeromar con una ruta a la Ciudad de México.

### Marítimas
Las modernas instalaciones del Puerto Lázaro Cárdenas están equipadas y calificadas para cubrir con eficiencia, seguridad y productividad todas las actividades comprendidas en un puerto industrial y comercial de su magnitud. El puerto está acondicionado para recibir navíos de grandes dimensiones y todo tipo de cargas. Lázaro Cárdenas es el único puerto de México con 18 metros de profundidad en su canal de acceso y 16.5 metros de profundidad en la dársena principal de ciaboga. Es además, el único puerto protegido que puede recibir embarcaciones de hasta 165 mil toneladas de desplazamiento.

## Ciudades hermanadas
La ciudad de Lázaro Cárdenas está hermanada con las siguientes ciudades:
- Laredo, Estados Unidos (2009)[7]